# Lukács György (filozófus)
Szegedi Lukács György, születési nevén Löwinger György Bernát (Budapest, 1885. április 13. – Budapest, 1971. június 5.) kétszeres Kossuth- és Baumgarten-díjas magyar filozófus, irodalmár, esztéta, egyetemi tanár, marxista gondolkodó és kommunista politikus, akit széles körben a nyugati marxizmus alapítói között tartanak számon. A Magyarországi Tanácsköztársaság közoktatásügyi népbiztosa, a második Nagy Imre-kormány népművelési minisztere, 1948-tól a Magyar Tudományos Akadémia (MTA) tagja.
Kétségtelenül a legismertebb és a legnagyobb hatású magyar filozófus, munkásságát ma is világszerte respektálják és egyetemi szinten oktatják. 
Nevét elsősorban a II. világháború előtt írt irodalomelméleti, esztétikai és filozófiai munkái tették ismertté; manapság a legtöbbet olvasott írásai az 1916-os A regény elmélete (Theorie des Romans) és az 1923-ban megjelent Történelem és osztálytudat (Geschichte und Klassenbewußtsein). Bár kései munkássága kevésbé ragadta meg a publikum fantáziáját, írásai nemcsak azért őrizték meg filozófiai érdekességüket, mert magukban hordozzák egy nem dogmatikus, nem redukcionista marxizmus újrafogalmazásának ígéretét, hanem mert összefonódik bennük a neokantianizmus, Hegel és Marx értelmezésének filozófiai kísérlete a modernitás problémái iránt mutatott finom érzékenységgel.

## Pályája

### Gyermek- és ifjúkora
Apja, Lukács József, az Angol-Osztrák Banknak 1880-tól 1906-ig volt munkatársa, előbb irodavezetőként, majd a bank magyarországi érdekeltségének növekedésével, igazgató lett. Családnevét 1890-ben magyarosította Löwingerről Lukácsra. 1899-ben pedig nemességet szerzett „szegedi” előnévvel. Lukács József nemcsak befolyásos bankember, de nagy műpártoló is volt, házában megfordult Kernstok Károly, Bartók Béla, de a Budapestre látogató Thomas Mann vagy Paul Ernst is. Emellett odaadó támogatója volt fia irodalmi kísérleteinek. Édesanyja Wertheimer Adél volt.
Lukács György középfokú tanulmányokat Budapesten, a Deák Téri Evangélikus Gimnáziumban végzett, majd a budapesti Királyi Magyar Tudományegyetem Jog- és Államtudományi Karán tanult jogot. 1906-ban állam- és jogtudományi doktorátust szerzett Kolozsvárott Somló Bódognál. 1906–1907-ben Berlinben tanult, 1909-ben a budapesti egyetemen bölcsészdoktorátust szerzett, az utóbbihoz disszertációként annak a könyvterjedelmű dolgozatnak (A drámaírás főbb irányai a múlt század utolsó negyedében) egyes fejezeteit benyújtva, amely 1908-ban elnyerte a Kisfaludy Társaság pályadíját és amelyet 1912-ben, tetemesen kibővítve A modern dráma fejlődésének története címmel jelentetett meg. Lukács már 1902-től publikált kisebb írásokat, elsősorban színikritikákat. 1904-ben Bánóczi Lászlóval, Benedek Marcellel és Hevesi Sándorral megalakította a Henrik Ibsen és Gerhart Hauptmann neve által fémjelzett modern drámairodalmat propagálni kívánó Thália Társaságot. Alapító tagja volt a Vasárnapi Körnek, és a Galilei Körnek is. Első cikkeit még gimnazista korában írta, később publikált a Nyugatban, a Renaissance-ban, a Huszadik Században és másutt. Ady Endre legkorábbi méltatói közé tartozott, és felfigyelt Móricz Zsigmond munkásságára is. Ady költészete iránt táplált feltétlen rajongása némi idegenkedést is támasztott a magyar irodalmi életben; kritikusainak adott válaszként Lukács 1913-ban megjelentette az Esztétikai kultúra című esszékötetet.
1910-ben magyarul, illetve 1911-ben németül jelent meg A lélek és a formák című esszékötete – némely interpretátora szerint az egzisztencializmus afféle előfutáraként –, benne a tragédia metafizikáját exponáló Paul Ernst-esszével, illetve egy Kierkegaard-tanulmánnyal. 1911-ben Fülep Lajossal megalapította a Szellem című folyóiratot, amely két számot élt meg. Ugyanebben az évben májusban esszéinek ihletője és egyben szerelme, Seidler Irma, Seidler Ernő testvére öngyilkos lett, novemberben pedig legjobb barátját, írásainak legértőbb kritikusát és azok fordítóját, Popper Leót vesztette el. Seidler haláláért Lukács valamiképpen felelősnek érezte magát: ez kapott irodalmi formát A lelki szegénységről című esszében. 1917-től részt vett a Szellemi Tudományok Szabadiskolájának munkájában.

### Németországi tanulmányai és a világháború évei (1908–1918)
1908-tól Lukács csak időnként tartózkodott Budapesten; 1911-ig Berlinben, 1912–1917 között pedig Heidelbergben élt és tanult, illetve keresett kapcsolatokat, elsősorban Georg Simmel és Max Weber környezetében. Weber és köre nagy hatással volt rá, valamint szoros barátságot kötött Emil Laskkal és mindenekelőtt Ernst Blochhal, akinek inspirációja kitapintható A regény elméletében (ahogy Lukács is visszatérő szereplője Bloch 1918-ban megjelent könyvének, Az utópia szellemének). Talán egy német egyetemi karrier reményében – 1911-ben a budapesti egyetem elutasította habilitációs kérelmét – ugrott neki 1912–1914-ben első, csak a halála után előkerült és Heidelbergi művészetfilozófia és esztétika címmel megjelentetett szisztematikus esztétikájának, amelyet azonban félbehagyott, és csak Heidelbergbe visszatérve, 1917-ben próbált meg befejezni-átszerkeszteni (heidelbergi habilitációs kísérletét azonban Weber támogatása ellenére sem koronázta siker). Közben az elkerülhetetlennek bizonyuló (a levélcenzúrán abszolvált) katonai szolgálat miatt hazatérve megírta egyik legnagyobb hatású művét, az 1916-ban megjelent A regény elméletét, ez Weber szerint a Kantot követő tudományos esztétika jelentős ígérete volt. 1914-ben feleségül vette Jelena Grabenkót, a Balázs Béla társaságában megismert orosz emigráns eszer terroristát; a házasság 1917-re felbomlott. 1915 őszén nem fegyveres szolgálatba került, 1916-ban fölmentették. A háború megerősítette benne a kapitalizmus elutasítását, a válságból pedig a forradalomban látta a kiutat.
Hazám, a Habsburg-monarchia, nekem normális körülmények között lerombolásra érett, emberi értelmetlenségnek tűnt. Most saját életünket kellett volna feltenni arra, hogy továbbra is életben tartsuk.

### Az őszirózsás forradalom és a Tanácsköztársaság idején (1918–1919)
Környezete, nem utolsósorban saját budapesti köre, az úgynevezett Vasárnapi Kör (Antal Frigyes, Balázs Béla, Fogarasi Béla, Hajós Edit, Hauser Arnold, Mannheim Károly, Ritoók Emma stb.) meghökkenésére a szenvedélyesen elutasított háború végén, 1918 decemberének utolsó vagy 1919 januárjának első napjaiban Lukács csatlakozott a Kommunisták Magyarországi Pártjához – csak pár héttel azután, hogy egy szigorúan végiggondolt morálfilozófiai gondolatmenet (A bolsevizmus mint erkölcsi probléma) konklúziójaként élesen elutasította a bolsevizmust; döntését később nem kevésbé radikálisan végiggondolt érveléssel okolja meg 1919 májusában, a Taktika és etika című cikkében. Életrajzi vázlatában fél évszázad elteltével azt írta, hogy „kommunistává fejlődésem életem kétségtelenül legnagyobb fordulata”. Amikor 1919 februárjában a párt vezetőit letartóztatták, tagja lett az „újjászervezett” vagy „második” központi bizottságának, szerkesztőségi tagja a párt napilapjának, a Vörös Újságnak és elméleti folyóiratának. A Tanácsköztársaság megalakulásakor előbb a Forradalmi Kormányzótanács közoktatásügyi népbiztos-helyettese, április 3-ától népbiztosa, május–júniusban pedig a Vörös Hadsereg politikai biztosa volt.
Ebben a tisztségében a Vörös Hadsereg tiszafüredi veresége után Poroszlón, egy katonai büntetőeljárás, tizedelés során katonákat lövetett főbe. Maga Lukács így emlékezett vissza az esetre: „Akkor én nagyon energikus módon állítottam helyre a rendet: amikor átmentünk Poroszlóba, összehívtam egy rendkívüli hadbíróságot, és ennek a megfutamodott zászlóaljnak nyolc emberét ott a főtéren főbe lövettem.” Váry Albert ügyész 1922-ben megjelent A vörös uralom áldozatai Magyarországon című visszaemlékezésében hat áldozat nevét (Csupor Lajos, Malik Ferenc, Fenyő Nándor, Sück Emil, Tóth Lajos, Varga Károly) sorolja fel, a hetedik áldozat ismeretlen.
Lengyel András irodalomtörténész az eset megtörténtét részben vitatja és inkább a magyar politikai folklór körébe sorolja. Kutatásai során arra a következtetésre jutott, hogy a „poroszlói eset tehát, ha tárgyszerűen rekonstruáljuk, nem, vagy nemcsak Lukács Györgyöt »kompromittálja«, hanem magukat a hajdani s mai stigmatizálókat is.” Szerinte a tisztségében Lukácsnak felhatalmazása sem lett volna tizedelés elrendelésére. Felmerült az az új szempont is, hogy a tizedelés előkészítésében részt vállaló Lukács ugyanakkor megakadályozta az akció tervezett folytatását. Lengyel András kutatása szerint egyébként abban az időben Poroszlón nem Lukács György, hanem Karikás Frigyes politikai biztos létesített tábort. Karikás azonos című könyve alapján 1959-ben film is készült Makk Károly rendezésében A harminckilences dandár címmel.
Hatos Pál történész arra mutatott rá, hogy Lukács György és a Székely Hadosztály legvitézebb zászlóaljparancsnoka, Verbőczy Kálmán százados, Magyarország akkori legjobb céllövője, a tiszai harcok során életre szóló barátságot kötöttek. Lukács fél évszázaddal később így írt Verbőczynek:

„Ha visszagondolok ezekre az időkre, mindig Önre kell gondolnom, mint egyik legodaadóbb és legbátrabb harcostársamra”

– Lukács György

Verbőczy és a Székely Hadosztály hősiessége bírta rá állítólag Lukácsot, hogy az őket megfutamodásukkal veszélybe sodró budapesti I. vörösőrezred 3. zászlóaljának katonáit megtizedeltesse. Ugyanakkor Hatos is kétségesnek tartja, hogy a tizedelés valóban megtörtént, ugyanis szemtanú nem volt, az áldozatokat valójában soha nem azonosították, az esetre az egyetlen forrás magának Lukácsnak az öregkori hencegése volt.

### Bécsi emigrációban (1919–1930)
A Tanácsköztársaság bukása után egy hónapig még Budapesten bujkált, az illegális párt szervezésén munkálkodott, majd Korvin Ottó elfogatása után 1919. szeptember elsején Bécsbe menekült, ahol a bécsi ideiglenes Központi Bizottság tagja, a Kommunista Internacionálé (Komintern) nem sokkal később, 1921-ben leállított délkelet-európai folyóirata, a Kommunismus és a német párt Die Internationale nevű elméleti orgánumának munkatársa lett. 

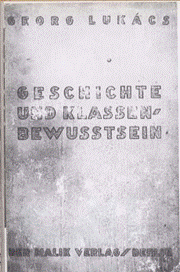
A Történelem és osztálytudat első, német nyelvű kiadásának címlapja (1923)

A Landler-frakcióhoz tartozott, úgy vélte, hogy pártot csupán az otthoni, legális mozgalom keretei között lehet létrehozni. 1920-1921-ben a KMP Bécsben működő Ideiglenes Központi Bizottságának volt a tagja. 1921-ben Landlerral és Hirossik Jánossal a Landler-frakció képviseletében részt vett a Komintern III. kongresszusán Moszkvában, októberben azonban a pártvezetésben kirobbant frakcióharcok miatt a Komintern kivonja őt és frakció más vezetőit a politikai munkából, bár Lukács az 1920-as évek végéig a KMP egyik vezető figurája marad, sokat publikált a KMP bécsi folyóiratában, az Új Márciusban, továbbá különböző álneveken a budapesti 100% c. lapba is.
A pártmunkának ebben a szünetében írta meg, illetve állította össze részben korábbi írásokból Lukács a Történelem és osztálytudat című kötetet (1923). A könyv megütközést keltő módszertani fejtegetései önreflexív kritikai elméletként (nem pozitív tudományként) határozzák meg a marxizmust, és a központi tanulmány úgy fejti ki a marxi kritikai elmélet magvát képező problémát, az eldologiasodás jelenségét, hogy a probléma megfogalmazódásának történeteként tekinti át az újkori filozófia történetét, ezzel (anélkül hogy a fejtegetések szerzője ismerhette volna a korai Marx-írásokat) sok mindent rekonstruál Marx feledésbe merült filozófiai intencióiból. A könyvet a kommunista mozgalomban mindinkább hivatalos állásponttá váló „ortodox marxista” oldalról heves kritika fogadta, Lukács 1925-ben tanulmányterjedelmű válaszban, a Hvosztizmus és dialektikában (Chvostismus und Dialektik) kelt a védelmére, a vitairat azonban a Komintern archívumában rekedt. Néhány kisebb eszmetörténeti tanulmánytól és recenziótól eltekintve Lukács az 1920-as évek második felében ezek után alig írt valamit.
1923-ban személyesen is megismerkedett Thomas Mannal.
1923. december 27-én Bécsben elvette élettársát, Borstieber Gertrudot, Borstieber Lajos és Emerich Natália lányát. 1924-ben a Kommunista Internacionálé V. kongresszusán „jobboldali revizionistának” bélyegezték. 1926-tól ismét KB-tag lett. Az 1920-as évek végén majd három hónapra újból hazatért illegális pártmunkára. Amikor 1929-ben a magyar párt számára készített (Lukács fedőneve nyomán Blum-tézisekként számon tartott) programtervezetét a Komintern elvetette, Lukács visszavonult a politikától, bár saját politikai gondolkodásának szempontjából a későbbiekben is kulcsfontosságúként, későbbi népfrontos attitűdje előzményeként tekintett a tézisekre.

### Berlini és moszkvai emigrációban (1930–1945)
1930-ban Lukácsot a Komintern Moszkvába rendelte, ahol – más, a mozgalmi munkától eltiltott kommunista teoretikusokhoz hasonlóan – a Marx–Engels–Lenin Intézet munkatársa lett mint tudományos kutató. Itt ismerkedett meg Marx korai, publikálatlan írásaival, és barátkozott össze Mihail Lifsiccel, aki a moszkvai évek alatt fordítója, szerkesztője és a koronként politikai kockázatokat is magukban rejtő irodalmi vitákban a harcostársa lett. 1931-től ismét Berlinbe költözött, azzal a megbízatással, hogy segítse visszaszorítani a Forradalmi Proletárírók Szövetségében (Bund proletarisch-revolutionärer Schriftsteller) az ultrabalos áramlatot, valamint hogy a fasiszta erőkkel szemben egységfront jöjjön létre a baloldali polgári és kommunista írók között. 1933-ban visszatért Moszkvába, ahol állandó szerzője lett az ott szerkesztett német és francia kommunista lapoknak, illetve a német emigráció folyóiratainak és mindenekelőtt a Lifsic szerkesztette Lityeraturnij Krityiknek (amelynek köréhez mások mellett az író Andrej Platonov is tartozott). Ekkoriban Karl Marx és Friedrich Engels esztétikai megjegyzéseinek gyűjtésén munkálkodott, 1935 és 1939 között a Szovjetunió Tudományos Akadémiája Filozófiai Intézetének volt munkatársa. 1930-tól 1945-ig a német kommunista párt tagja volt.
A Moszkvában eltöltött tizenkét év Lukács munkásságában termékeny, vitákkal teli időszak. Több könyvét kiadják, számos cikkét közlik, de néhány munkája, például A fiatal Hegel (Der junge Hegel) című, 1938-ban befejezett nagy monográfiája nem jelenhet meg. Ekkori elméleti munkásságának meghatározó alapja a tétel, miszerint a kapitalizmus hanyatlásának idején a polgárság nem képes többé saját korábbi szellemi és művészi értékeit megőrizni, valamint azokat továbbfejleszteni. A művészetben a valóság realista ábrázolásának feladása, a dekadencia áll, így a klasszikus és modern polgári művészet realista hagyományait a szocialista realizmus hivatott folytatni.
A német klasszikának, a francia és orosz regény nagy alakjainak, a német idealizmus esztétikai eszméinek szentelt esztétikatörténeti, irodalmi és irodalomelméleti tanulmányai az „örökség” – a polgári korszak vitathatatlannak tartott vívmányai, egyebek mellett a klasszikus német idealizmus – védelmében születtek, annak a gondolatnak a jegyében, hogy a győzedelmes proletárforradalom nem eszmélhet rá önnön feladataira a polgári korszak kultúrájának problémáit föltáró művészet elsajátítása nélkül. Ebből az attitűdből adódóan Lukács és a Lityarturnij Krityik köre vitában állt a korszak „proletkultos”, vulgárszociológiai áramlataival. Lukács éppúgy bírálja a valóságnak rezignáltan hátat fordító polgári naturalista alkotásokat, mint a baloldali lázadás jegyében létrejött sematikusan tendenciózus, pártjelszavakat illusztráló szocialista realista műveket. Ekkori szovjet kritikusai ezért felrótták neki azt, hogy nem ismeri el a politikai álláspont szerepét a művészi alkotásban. Ennek ellenére mindmáig vita tárgya, mely pontokon érintkeztek, és ha érintkeztek, lényegileg érintkeztek-e, vagy csak látszólag Lukácsnak a klasszikus örökségről, a polgári művészet hanyatlásáról, realizmusról és avantgárdról alkotott nézetei a sztálini kultúrpolitika törekvéseivel.
Minthogy a művelt publikum ezt az időszakot úgy tartja számon, hogy Lukács ekkoriban sztálinista volt, ami bizonyos értelemben persze igaz, azért hadd árnyaljam a képet: ahhoz a társasághoz, ahol Lukács Moszkvában otthon érezte magát, a Lityeraturnij Krityik köréhez tartozott Andrej Platonov is, márpedig a Csevengur, a Munkagödör és a Dzsan szerzőjét én legalábbis haboznék lesztálinistázni, és voltaképp Mihail Lifsic is habókos Marx-interpretátornak számított, de főképp: ekkor íródtak vagy ide nyúlnak vissza azok az irodalomtörténeti tanulmányok, amelyek Lukácsot voltaképp világhírűvé tették.
Hol írásainak hátterében, hol közvetlenül, az 1930-as évek Lukácsát mindvégig foglalkoztatta a fasizmus megkerülhetetlen problémája. Két könyvterjedelmű, publikálatlanul maradt kézirata is született a kérdésről (a magyarul kiadatlan Hogyan született meg Németországban a fasiszta filozófia? Wie ist die faschistische Philosophie in Deutschland entstanden? 1933-ban és a Hogyan vált Németország a reakciós ideológia centrumává? Wie ist Deutschland zum Zentrum der reaktionären Ideologie geworden? 1942-ben) és számtalan cikk, illetve a hadifogoly német tisztek körében osztogatandó felvilágosító brosúra. A meg nem jelent, de megőrződött művek mellett van egy elkallódott is: 1941. június 29-én az NKVD letartóztatta és a házkutatás során lefoglalta készülő Goethe-monográfiáját; több mint két hónappal később, augusztus 26-án Lukácsot kiengedték a Lubjankáról, a kéziratot azonban nem szolgáltatták vissza. A Szovjetunió 1941-es megtámadásakor Lukácsot Taskentbe telepítették.

### Visszatérése és szerepe a Rákosi-korszakban (1945–1956)

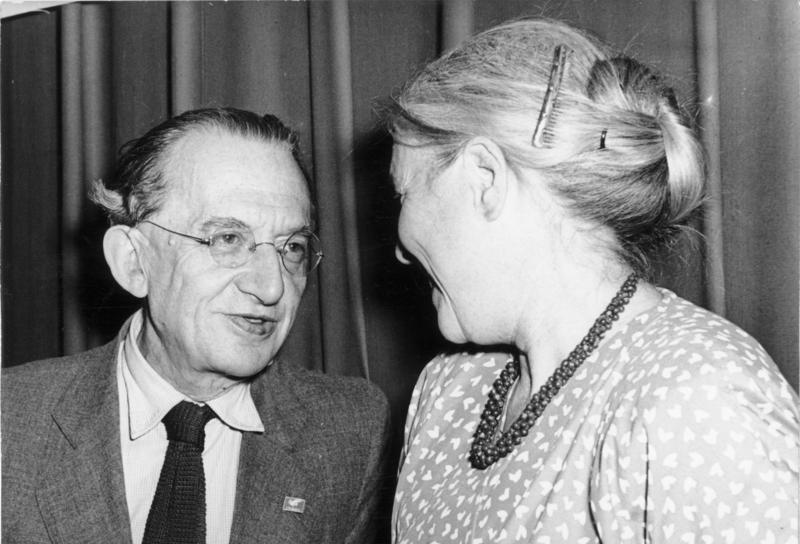
Lukács György és Anna Seghers 1952-ben

1945. április 2-án beválasztották az Ideiglenes Nemzetgyűlésbe. Augusztusban (miután nevelt fiát sikerült kiszabadítani a szibériai fogolytáborból) hazaköltözött, novemberben pedig kinevezték a Pázmány Péter Tudományegyetem Bölcsészettudományi Karán az esztétika és kultúrfilozófia nyilvános rendes tanárává. 1946 januárjától fogva szerkesztette a Forum című lapot, majd a Társadalmi Szemle szerkesztőbizottsági tagjaként működött. 1948 júliusában az MTA levelező, novemberben igazgatósági tagja lett. 1949-ben ismét országgyűlési képviselővé választották, amelyről 1951-ben lemondott, de 1953-tól ismét tagja volt a parlamentnek.
1945 és 1949 közötti irodalompolitikusi és kritikusi munkásságának fő tartalmát és irányát jelzik ekkor írt cikkeinek gyűjteményes kötetei (Irodalom és demokrácia, Új magyar kultúráért stb.), míg esztétikai és irodalomelméleti nézeteinek megismertetésében nagy szerep jut a Szovjetunióban írt tanulmányai kiadásának (Balzac, Stendhal, Zola, Nagy orosz realisták, Goethe és kora, A történelmi regény, A realizmus problémái stb.). Tudományos tevékenysége egyenes folytatása annak az útnak, melyet az 1930-as években kezdett el, így feldolgozza a német irodalom történetét a felvilágosodástól a második világháborúig Az újabb német irodalom története című művében, valamint jelentősen kibővíti az író művészetének értékelését Thomas Mannról írt két tanulmányában (A polgár nyomában és A modern művészet tragédiája).
A kommunista párt mértékadó kultúrpolitikusának számított, és mint ilyen komoly sebeket is osztott, például Hamvas Béla esetében. Megnyilatkozásainak a hátterében azonban egy, a pártjáétól némiképp eltérő politikai elképzelés áll, amely valamiképp át akarta menteni a demokratikus áramlatoknak a fasizmus ellen vívott harcban kialakult szövetségét a proletárdiktatúra kialakulásának időszakába. Ez a nézetkülönbség 1949-ben oda vezetett, hogy a Déry Tibor Felelet című regénye, illetve az Irodalom és demokrácia című cikkgyűjtemény második kiadása ürügyén lezajlott úgynevezett Lukács-vita – amelynek középpontjában Lukács demokráciafelfogása állt – után nézeteit revizionista elhajlásnak minősítette az őt támadó Rudas László, Révai József és Horváth Márton. Ellenfelei nem csupán azt az 1945-ös, József Attila költészete kapcsán tett megállapítását bírálták, miszerint „a pártköltő sohasem vezér vagy sorkatona, hanem mindig partizán”, hanem egész koncepcióját politikailag marasztalták el mint jobboldali áramlatot. Lukács kiszorult a politikából és a támadások hatására nyilvános önkritikára kényszerült.
Nagyon helyes és konzekvens lépés volt a párt részéről, hogy elítélte a huszadik század legkiválóbb marxista esztétáját, a magyar Lukács Györgyöt; annak a lelkesedésnek, amellyel a népi demokráciák marxistái Lukács műveit olvasták, mélyebb és rejtett okai voltak: a filozófiai újjászületés, az új, a Szovjetunió irodalmától eltérő irodalom előhírnökét látták benne. A szocialista realizmus iránti ellenszenve, amely kiérezhető írásaiból, megfelelt annak a várakozásnak, amely a II. világháborút követő néhány évre jellemző volt: sokan azt remélték, hogy Marx és Engels filozófiája a népi demokráciákban a Szovjetunióban ismeretlen, új vágányon fut majd tovább. Lukács ennek a reményének adott kifejezést műveiben, s ezért hivatalosan meg kellett bélyegezni.
Ugyanakkor írásain is nyomot hagyott a hidegháború időszaka – a harmincas évek eszmetörténeti elemzéseit, a fasizmus uralomra jutásának előzményeit vizsgáló tanulmányokat összefoglalni hivatott Az ész trónfosztása (Die Zerstörung der Vernunft) olyan egyenes vágányúan sorol a romantikától Nietzschén át az egzisztencializmusig mindent egy kalap, az irracionalizmus kalapja alá, ahogy az inkább csak politikai vitairatokban szokás („Anyagunk ily módon: Németország útja Hitlerig a filozófia területén. Azaz meg akarjuk mutatni, hogyan tükröződik ez a reális út a filozófiában, hogyan segítették elő filozófiai formulázások, Németország Hitlerig való reális fejlődésének gondolati visszfényei, ennek az útnak a meggyorsítását.”). Lukács antifasiszta küzdelmének egyoldalú tételeket is magába foglaló filozófiai összefoglalását szinte mindenhol éles elmarasztalásban részesítették.
Hogy a sztálini korszak nemcsak bizonyos filozófiai problémák miatt – mondjuk, mert az 1938-ban Moszkvában akadémiai disszertációként benyújtott (és elfogadott, de csak tíz évvel később, Svájcban megjelent) A fiatal Hegel Hegel-interpretációja eltért a korszak ideológiai kézikönyveinek Hegel-képétől –, hanem politikájában sem Lukács szája íze szerint való, az csak a XX. Kongresszus után, a Petőfi Kör vitáiban vagy a magyar párttörténet kérdéseiről lefolytatott történészvitában vált érzékelhetővé, akkor, amikor Lukács újra megengedte magának, hogy ideológiai kérdésekben a nyilvánosság elé lépjen.

### Szerepe az 1956-os forradalomban
1956 tavaszán előadást tartott a Petőfi Körben. 1956. október 26-án népművelési miniszternek nevezték ki a második Nagy Imre-kormányban. Részt vett az MSZMP Ideiglenes Szervezőbizottságának a munkájában. November 4-én a jugoszláv nagykövetségre menekült, majd azt november 18-án elhagyta. A szovjet hatóságok a többi menedéket kérővel együtt letartóztatták és a romániai Snagovba vitették. Visszaemlékezésében Nagy Imrét „programnélkülisége” miatt hibáztatta, bár nem volt hajlandó megtagadni őt és saját szerepét a kormányban (noha annak döntéseivel nem értett maradéktalanul egyet). 1957. április 11-én hazatérhetett, ezután levélben kérte, hogy az újjáalakult kommunista párt, az MSZMP tagja lehessen, de nem igazolták vissza. 1958-ban nyugdíjazták. Nemcsak egyetemi katedrát nem kapott, hanem hosszú időn keresztül nem is publikálhatott; műveinek megjelentetésével a kelet-berlini Aufbau Verlag is leállt. 1965-ig belső emigrációban élt, és csak Nyugat-Európában publikált.

### Belső emigrációban (1956–1965)
Lukács úgy érzékelte, hogy megszabadulva az elháríthatatlan kötelezettségektől végre nekiláthat voltaképpeni művei, esztétikája és etikája megírásának. Lukács már az 1950-es évek első felében foglalkozott egy, az esztétikai visszatükrözés problémáival foglalkozó monográfia tervével; terve megvalósításának első lépéseként publikálja 1957-ben A különösség mint esztétikai kategória (Über die Besonderheit als Kategorie der Asthetik) című kötetét. 

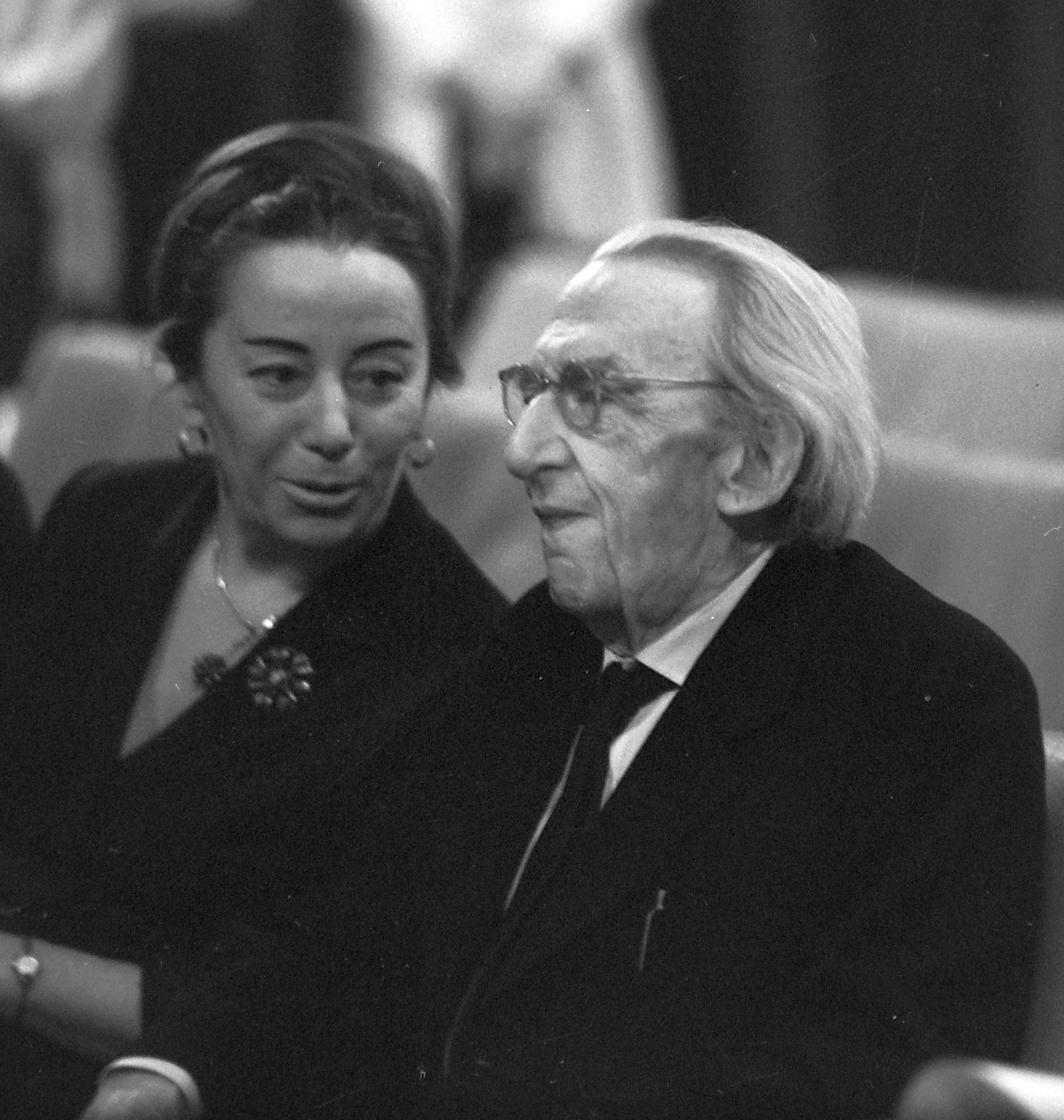
Lukács Kunsági Máriával, Déry Tibor feleségével

1963-ban jelent meg Nyugat-Németországban Az esztétikum sajátossága (Die Eigenart des Ästhetischen), eredeti elképzelései szerint kései esztétikájának első része, amelyet egy, az esztétikai magatartásnak és egy, a művészet társadalomtörténetének szentelt második és harmadik kötet követett volna (a folytatásnak azonban még vázlatai, jegyzetei sem kerültek elő). A kései esztétika korántsem egyszerűen valamiféle összegzése 1930 után született esztétikai-irodalmi írásainak (Lukács ekkorról datálta érett önmagát, korábbi írásaitól, ideértve a Történelem és osztálytudatot is, többé-kevésbé mindvégig elhatárolta magát) – bizonyos gondolatai az esszékorszakig vagy a heidelbergi esztétikai kéziratokig visszanyomozhatók, ahogy visszanyomozható alapeszméje is, tudniillik hogy a művészet tette egy amúgy idegen vagy csak technikailag kezelhető világ emberhez hozzámért világgá szelídítése az ábrázolásban (Az esztétikum sajátossága nyelvén ebben rejlik a művészet defetisizáló küldetése), és hogy a művészetben ilyenformán az emberiség önnön belsővé tévő emlékezetét tisztelheti: azt a sajátos szervet, amelynek révén az ember hozzáfér saját nembeli lényegéhez.
A kései esztétika talán nem minden porcikájában egynemű, és inkább a klasszikus művészet teóriája, mintsem kifejezetten az avantgárd művészeté (ami magyarázza, hogy kevésbé ragadta meg a publikum fantáziáját, mint korai írásai), de ugyanúgy a klasszikus német idealizmus esztétikai gondolkodásának a jegyében fogant, mint Theodor W. Adorno ebből a szempontból más karakterű és Lukáccsal megszállottan hadakozó Esztétikai elmélete. Amikor a könyv megjelent, mindenesetre úgy tűnt, kiindulópontja lehet a marxizmus egy újfajta, a dogmatizmus eszmevilágától radikálisan eltérő értelmezésének (Lukács maga a marxizmus reneszánszáról beszélt).
Utóbb nemcsak az esztétika folytatásának tervét ejtette el Lukács, de etikájának a megírásáét is, bár az utóbbihoz készültek jegyzetek. Lukács azonban az etika helyett egy társadalomontológia megírásába fogott, voltaképp kétszer is nekifutva – amikor az elkészült művet (a mű mai formájában a Történeti fejezetek és a Szisztematikus fejezetek terjedelmes kéziratát) tanítványai erős fenntartásokkal fogadták, megpróbált valamiféle kalauzt írni a könyvhöz, amely azonban maga is könyvvé kerekedett (Prolegomena).
A társadalmi lét ontológiájáról mindmáig enigmatikusnak tűnik, Lukács kritikusai is inkább csak óvatosan megkerülik, hogy valamiképp Lukács a saját kísérteteivel próbál megküzdeni benne. Talán arra utal az is, hogy abban a kis kötetben (A demokratizálódás jelene és jövője), amelyben saját tiltakozásának próbált hangot adni – pótlandó vagy helyrehozandó, hogy nem írta alá azt a prágai tavasz katonai leverését elítélő nyilatkozatot, amelyet többek között saját tanítványai is aláírtak – jórészt az Ontológia fogalomkészletének segítségével próbált választ találni a kérdésre, hogy „megmenthető-e még a szocializmus”. De ha az Ontológia torzó is, amelyet szerzője a betegsége, majd halála miatt nem tudott végső formába önteni, sőt, ha talán nem is véletlenül torzó, akkor is olyan kérdéseket görget (a szellemi mozzanat természetét vagy hegeli fogalmi mitológia természetét stb. illetően), amelyeket nem biztos, hogy el lehet hessenteni. Egyszer talán el kell tűnődni azon is, miről szól ez a műve, azaz hogy pontosan mi az a kérdés, amelyre Lukács válasznak szánta.

### Utolsó évei (1965–1971)
1967-ben irodalmi Nobel-díjra jelölték, a rangos irodalmi elismerése Erik Lindegren svéd költő terjesztette fel. Ugyanettől az évtől tagja lett az MSZMP-nek (szavai szerint „visszazárta a párt”), amely a párttagságát visszamenőlegesen ismerte el. Hitt a marxizmus reneszánszában, 1968-ban a sztálinizmus igazi alternatívájának a „szocialista demokráciát” nevezte. Élete alkonyán fiatal filozófusokból és társadalomtudósokból szerveződött „Lukács-iskola” alakult ki körülötte.

## Tanítványai

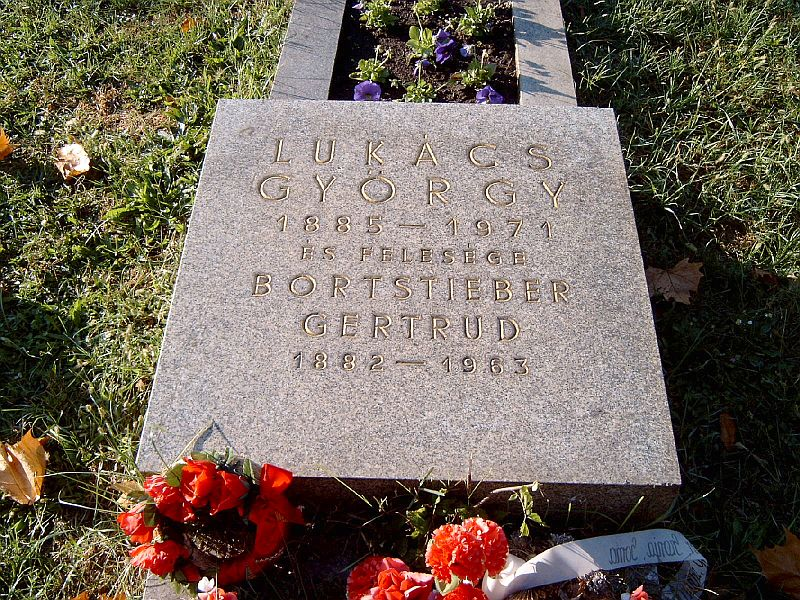
Lukács sírja a Fiumei úti sírkert Munkásmozgalmi Panteonjában

Lukács György tanítványainak egy csoportja alkotta a 60-as években az úgynevezett budapesti iskolát. Tagjai: Fehér Ferenc (1933–1994), Heller Ágnes (1929–2019), Márkus György (1934–2016), Vajda Mihály (1935–2023). Tágabb értelemben véve Almási Miklós (1932–) és Hermann István (1925–1986) is körükbe tartozott.
A budapesti iskola, vagy „Lukács-iskola” tanítványait, akik közé például Kis János, Bence György, Ludassy Mária, Radnóti Sándor tartozik, a publicisztikai zsargon néha „Lukács-óvodának” nevezi.
A Budapesti Iskola több volt baráti körnél. Egy Lukács köré csoportosult filozófiai kör volt, egymás munkáit olvastuk, személyes barátságokat kötöttünk. Életemből 10-14 évet töltöttem ebben a körben. De vége kellett hogy legyen, hiszen minden iskola elpusztul.
Lukács tanítványai közül Mészáros István (1930–2017) és Krassó Miklós (1930–1986) 1956-ban Angliába emigrált.

## Kritikák
Claudio Mutti író szerint személyes felelősség terheli a korabeli magyar szellemi élet erőszakos, hatósági eszközökkel történő homogenizációjáért. Mutti szerint ő okolható e homogenizációs folyamat egyik programadójaként és szellemi útmutatójaként, a Párt szempontjából nemkívánatos alkotók listáinak összeállítójaként több kiemelkedő magyar filozófus (például Hamvas Béla, Kerényi Károly, Prohászka Lajos), valamint író (például Nemes Nagy Ágnes, Weöres Sándor, illetve az Újholdasok [az Újhold folyóirat körül csoportosult fiatal írók-költők]) tönkretételéért, elhallgattatásáért, emigrációba kényszerítéséért (Márai Sándor) vagy a szellemi életből való kiszorításáért.
Márai Sándor 1948-as naplójában így ír Lukácsról: „A kommunisták irodalmi pápája, egy Lukács György nevű, Moszkvából hazatért esztéta, folyóiratukban lefejez – nagyon udvariasan, körülbelül mint a középkorban a hóhér: elébb letérdel és bocsánatot kér, aztán hatalmasat suhint bárdjával és elvágja nyakam.”
Babits Mihály életművének kritikai kiadása kapcsán prof. dr. Sipos Lajos egyetemi tanár rávilágít, hogy Lukács Babits műveit is igyekezett háttérbe szorítani: „1989 előtt egyszerűen nem jelentek meg tőle bizonyos szövegek. Az 1970-es évek elején még mindig nehéz volt Babits-könyvhöz hozzájutni; róla írni pedig, a határozott lukácsi irodalomszemlélet miatt, szinte lehetetlennek tűnt.”
Faludy György így ír Lukácshoz (Faludy György: Levél Lukács Györgyhöz – részlet):
„krokodilbőröddel, nyúlszíveddel,
nagy állásoddal, európai
híreddel, befolyásoddal s főként
jellemeddel, szalonképessé tetted
az alávalóságot”

## Lukács Archívum és Könyvtár

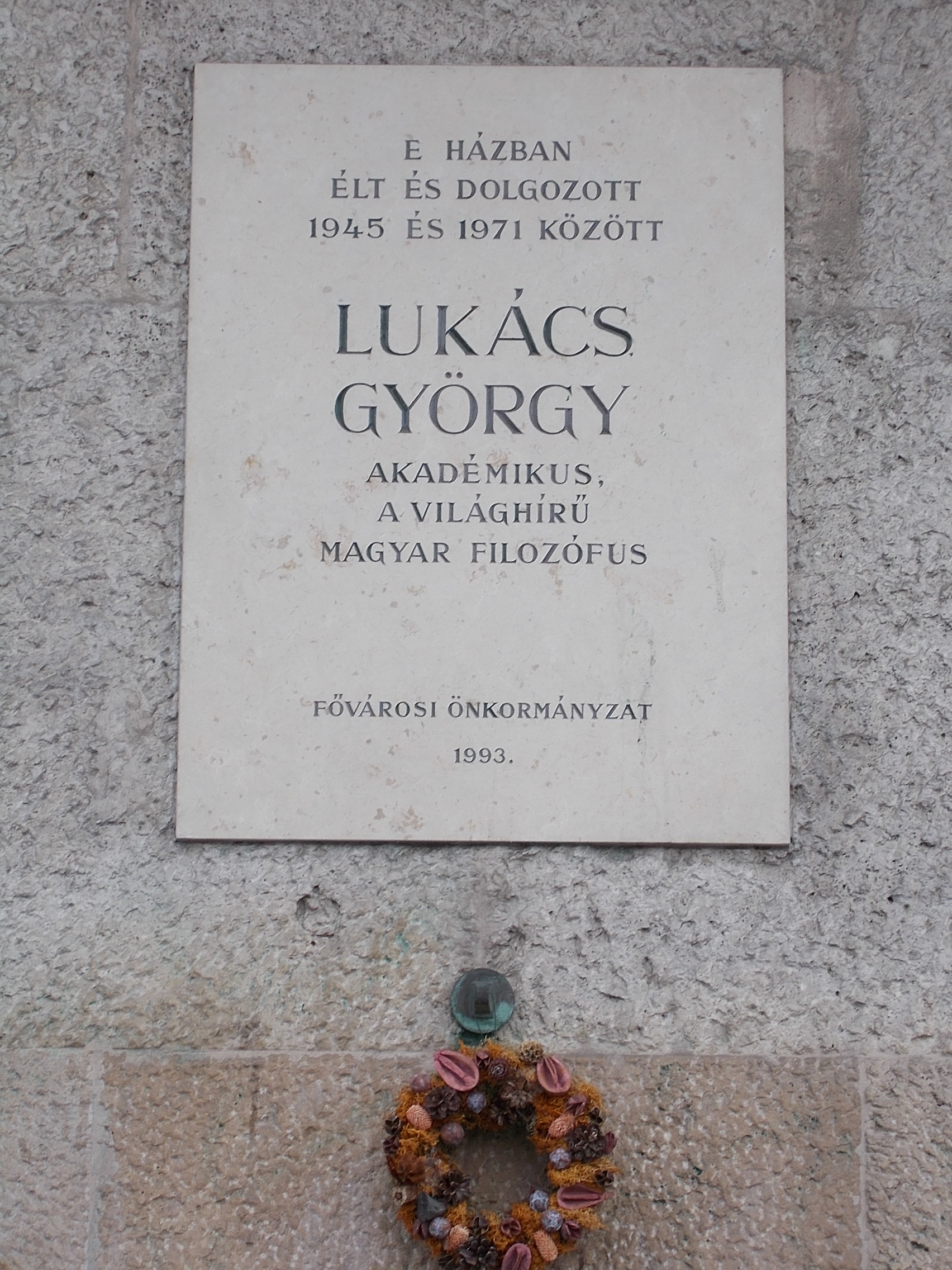
Lukács emléktáblája utolsó lakhelyén

A Lukács Archívum és Könyvtár 1971-ben, röviddel Lukács halála után jött létre a Magyar Tudományos Akadémia intézményeként; minthogy Lukács egykori lakásában (Belgrád rakpart 2.) rendezkedett be, Lukács könyvtárát, kéziratait és levelezését őrizve egyszerre volt kutatóhely és múzeum. Az Archívumban munkatársai közé tartozott – többek között – Agárdi Péter, Bán Zoltán András, Hévizi Ottó, Kardos András, Mesterházi Miklós, Radnóti Sándor, Sziklai László és Tallár Ferenc. Amíg bizonyos önállósággal működhetett, több, korábban kiadatlan Lukács-írást jelentetett meg, kiadásokhoz biztosította a filológia hátteret, több könyvsorozatot gondozott és kiszolgálta a hozzá forduló kutatókat. 2012-ben eltávolították tudományos munkatársait, 2016-ban pedig az MTA kinyilvánította, hogy szándékában áll fölszámolni az Archívumot. A fenntartó MTA Könyvtár és Információs Központ 2018. május 24-én bizonytalan időre bezárta az Archívumot, az utolsó munkatársat kitiltotta, a kéziratos hagyatékot pedig elszállította.
A könyvtár igazgatója, Monok István a Magyar Tudomány 2017 augusztusi számában Az emlékezet közgyűjteményi megőrzése Lukács György hagyatéka kapcsán címmel jelentetett meg cikket az Archívumról, amelyre annak korábbi munkatársai Érted jöttek, nem ellened – Az MTA és a Lukács Archívum című cikkükben válaszoltak az Élet és Irodalomban. Állításuk szerint Monok „számos ponton állít valótlanságot, olykor téved, máskor szándékosan vezeti félre olvasóit, ezzel súlyosan inszinuálva a Lukács Archívumot mint intézményt, illetve valaha volt munkatársait”, valamint „a lap Kelemen János kérését, hogy néhány helyreigazító megjegyzést fűzhessen Monok írásához, elutasította”.
A Lukács Archívum Nemzetközi Alapítványt (LANA) 2016-ban hozták létre egyetemi tanárok, az Eszmélet szerkesztői és az Archívum korábbi munkatársai válaszként az MTA döntésére. A tiltakozás hatására az Akadémia elállt az Archívum azonnali fölszámolásának szándékától, az Archívum sorsa ezzel együtt bizonytalan, jelenleg be van zárva. A LANA célja ezzel együtt is a Lukács Archívum eredeti formájában, a Lukács-könyvtár és a Lukács-kéziratok őrzőjeként és tudományos műhelyként való megőrzése, illetve helyreállítása. Az Alapítvány védnökeinek névsorában szerepel Etienne Balibar, Terry Eagleton, Jürgen Habermas, Fredric Jameson és több más világszerte ismert tudós neve.

## A Lukács Archívum digitalizált anyagai az MTA Könyvtár repozitóriumában
Az MTA Könyvtár és Információs Központ közzétette a Lukács Archívum gyűjteményének katalógusait, a digitalizált kéziratokat, leveleket, és kiadványokat.
- Archívumi füzetek
- Veröffentlichungen des Lukács-Archivs aus dem Nachlass von Georg Lukács
- Digitalizált kéziratok
- Lukács György kéziratos hagyatéka és levelezése. Végleges napló. (kézirat)
- Lukács György hagyatéki könyvtárának katalógusa (kézirat)
- Lukács György levelezés

## Főbb művei

### 1919-ig
- Az Unio alkotmánya; Franklin Ny., Budapest, 1906
- A dráma formája; Franklin Ny., Budapest, 1909
- A lélek és a formák. Kísérletek (Die Seele und die Formen); Franklin, Budapest, 1910
- Megjegyzések az irodalomtörténet elméletéhez; Franklin Ny., Budapest, 1910
- A modern dráma fejlődésének története, 1-2. (Entwicklungsgeschichte des modernen Dramas); Kisfaludy-Társaság, Budapest, 1911
- Esztétikai kultúra. Tanulmányok; Athenaeum, Budapest, 1913 (Modern könyvtár)
- A regény elmélete (Die Theorie des Romans, 1916)
- Balázs Béla és akiknek nem kell. Összegyűjtött tanulmányok; Kner, Gyoma, 1918
- Taktika és etika (1919)

### 1920–1944
- Történelem és osztálytudat (Geschichte und Klassenbewusstsein, 1923)
- Lenin. Tanulmány Lenin gondolatainak összefüggéséről; ford. Gábor Andor; Ama, Wien, 1924
- A történelmi regény (Der historische Roman, 1937)
- Írástudók felelőssége; Idegennyelvű Irodalmi Kiadó, Moszkva, 1944

### 1945–1956
- Balzac, Stendhal, Zola; Hungária, Budapest, 1945
- Népi írók a mérlegen; Szikra, Budapest, 1946 (A Magyar Kommunista Párt politikai akadémiája)
- Az újabb német irodalom története (Skizze einer Geschichte der neueren deutschen Literatur); ford. Gáspár Endre; Athenaeum, Budapest, 1946
- Nagy orosz realisták; Szikra, Budapest, 1946
- Goethe és kora; Hungária, Budapest, 1946
- Irodalom és demokrácia; Szikra, Budapest, 1946 (A Magyar Kommunista Párt politikai akadémiája)
- A "giccs"-ről és a "proletkult"-ról; Szikra, Budapest, 1947 (Szemináriumi füzetek. Kultúrvezetők számára)
- A marxi esztétika alapjai; Szikra, Budapest, 1947 (Szemináriumi füzetek. Kultúrvezetők számára)
- A történelmi regény; Hungária, Budapest, 1947
- A polgári filozófia válsága; Hungária, Budapest, 1947
- Hölderlin. Tanulmány; Budapest Irodalmi Intézet, Budapest, 1948 (Új könyvtár)
- A realizmus problémái; ford. Gáspár Endre; Athenaeum, Budapest, 1948
- Thomas Mann. Két tanulmány; Hungária, Budapest, 1948
- Új magyar kultúráért; Szikra, Budapest, 1948 * Erre a cikkre hivatkozva ásták el [[Hamvas Bélá]]-t és "b-listázták" azaz fosztották meg közlési lehetőségeitől.
- A polgári filozófia válsága; 2. bőv. kiad; Hungária, Budapest, 1949
- Nagy orosz realisták; 2. jav., bőv. kiad; Szikra, Budapest, 1949
- Ady; Szikra, Budapest, 1949
- Nagy orosz realisták. Szocialista realizmus; 3. jav., bőv. kiad; Szikra, Budapest, 1951
- Nagy orosz realisták. Kritikai realizmus; Szikra, Budapest, 1951
- Adalékok az esztétika történetéhez; Akadémiai, Budapest, 1953
- Az ész trónfosztása. Az irracionalista filozófia kritikája (Die Zerstörung der Vernunft); Akadémiai, Budapest, 1954 (Harmadik kiadás: 1965)
- Német realisták. Esszégyűjtemény; Szépirodalmi, Budapest, 1955
- A művészet mint felépítmény; Népművelési Minisztérium Minőségi Ny., 1955 (Művészeti főiskolák esztétikai előadásai)
- A haladás és reakció harca a mai kultúrában; Szikra, Budapest, 1956 (Az MDP Politikai Akadémiája)

### 1957–1971
- A különösség mint esztétikai kategória (Über die Besonderheit als Kategorie der Asthetik); Akadémiai, Budapest, 1957
- Az esztétikum sajátossága, 1-2. (Die Eigenart des Ästhetischen); ford. Eörsi István; Akadémiai, Budapest, 1965
- Az esztétikum sajátossága; szerk., bev. Fehér Ferenc, ford. Eörsi István; röv. kiad; Magvető, Budapest, 1969 (Elvek és utak)
- Szolzsenyicin regényei; Új Symposion, Újvidék, 1970 (Symposion füzetek)
- Lenin. Tanulmányok; szerk. Vajda Mihály; Magvető, Budapest, 1970
- Utam Marxhoz. Válogatott filozófiai tanulmányok, 1-2.; szerk. Márkus György; Magvető, Budapest, 1971
- A társadalmi lét ontológiájáról (Zur Ontologie des gesellschaftlichen Seins, 1971), Akadémiai Kiadó, Budapest, 1985

### 1972–1989
- Tanulmányok, 1-2.; vál., bev. Bretter György; Kriterion, Bukarest, 1973 (Téka)
  - 1. Filozófiai tanulmányok
  - 2. Irodalmi tanulmányok
- Tolsztoj és a realizmus fejlődése; Magvető, Budapest, 1975 (Gyorsuló idő)
- A művészet és az objektív igazság; Magvető, Budapest, 1975 (Gyorsuló idő)
- A fiatal Hegel. A dialektika és az ökonómia összefüggéseiről; ford. Révai Gábor, jegyz. Beőthy Ottó; Kossuth–Akadémiai, Budapest, 1976
- Ady Endréről; Magvető, Budapest, 1977 (Gyorsuló idő)
- A drámaírás főbb irányai a múlt század utolsó negyedében; sajtó alá rend. Lendvai L. Ferenc; Akadémiai, Budapest, 1980 (Lukács György hagyatékából)
- Napló. 1910–11; sajtó alá rend. Lendvai L. Ferenc; Akadémiai, Budapest, 1981 (Lukács György hagyatékából)
- Esztétikai írások 1930–1945; szerk., előszó, jegyz. Sziklai László; Kossuth, Budapest, 1982
- Wie ist Deutschland zum Zentrum der reaktionären Ideologie geworden?; Akadémiai, Budapest, 1982
- Kiemelkedni a némaságból. Interjú a 7 Napnak; Forum, Újvidék, 1985
- Sorsforduló; vál., szerk., jegyz. Sziklai László, ford. Beőthy Ottó et al.; Helikon, Budapest, 1985
- A kritikai realizmus jelentősége ma; ford. Eörsi István, Révai Gábor; Szépirodalmi, Budapest, 1985
- Marx és Lenin; vál. Sziklai László; Kossuth, Budapest, 1985
- A humanizmus és a barbárság harca (Borʹba gumanizma i varvarsztva); oroszból ford. Csibra István; Állami Gorkij Könyvtár–MTA Filozófiai Intézet, Budapest, 1985
- A demokratizálódás jelene és jövője; előszó Almási Miklós, ford. V. Meller Ágnes, szerk., utószó Sziklai László; Magvető, Budapest, 1988 (Gyorsuló idő)
- Megélt gondolkodás; interjú Eörsi István, Vezér Erzsébet, szerk. Eörsi István; Magvető, Budapest, 1989

### 1990–
- Szolzsenyicin-tanulmányok; Európa, Budapest, 1990 (Mérleg)
- Dialógus a művészetről. Popper Leó írásai, Popper Leó és Lukács György levelezése; szöveggond., előszó, jegyz., névmutató Hévizi Ottó és Tímár Árpád; MTA Lukács Archívum–T-Twins, Budapest, 1993 (Archívumi füzetek)
- Chvostismus und Dialektik; Áron Verlag, Budapest, 1996
- A lélek és a formák. Kísérletek; szerk. Hévizi Ottó, Sziklai László, utószó Márkus György; Napvilág–MTA Lukács Archívum, Budapest, 1997 (Lukács könyvtár)
- Heidelberger Notizen (1910-1913); Akadémiai, Budapest, 1997
- Esztétikai kultúra. Tanulmányok; szerk. Kardos András, utószó Hévizi Ottó; Napvilág–MTA Lukács Archívum, Budapest, 1998 (Lukács könyvtár)
- Madách tragédiája / Madách – Lukács. Vitairat; Glória, Budapest, 1998
- A regény elmélete / Dosztojevszkij-jegyzetek; ford. Tandori Dezső, Mesterházi Miklós; Gond-Cura Alapítvány, Budapest, 2009 (Gutenberg tér)
- Lukács György és Mészáros István. Filozófiai útkeresés – levelezésük tükrében; sajtó alá rend. Krausz Tamás, Szigeti Péter; Eszmélet Alapítvány, Budapest, 2019 (Eszmélet zsebkönyvtár)
- Történelem és osztálytudat. Tanulmányok a marxista dialektikáról; bev. Forczek Ákos, Mesterházi Miklós; Gondolat, Bp., 2023

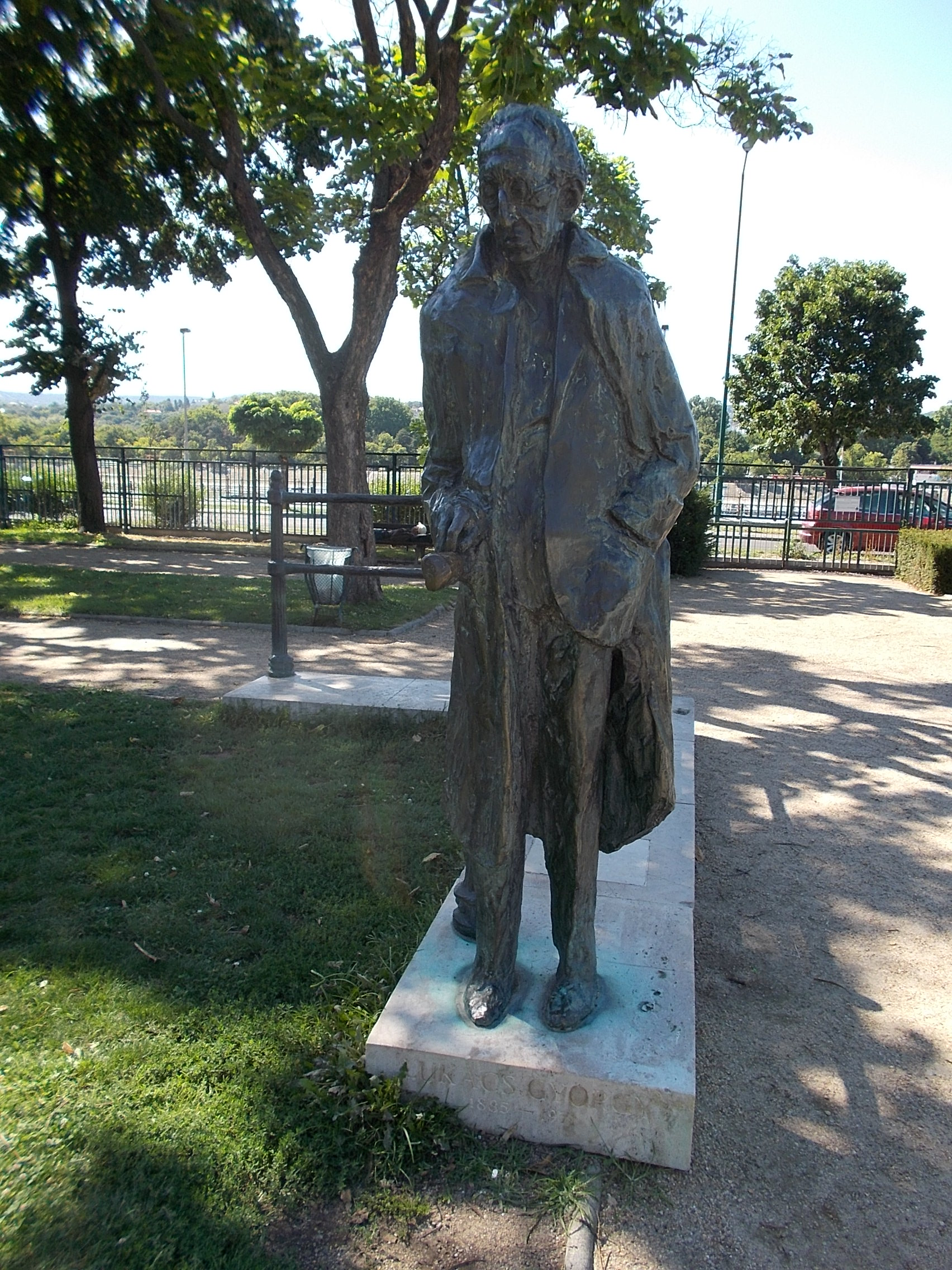
Varga Imre Lukács-szobra, amely 2017-es eltávolításáig a Szent István parkban állt

### Lukács György összes művei(1971–1987)
Lukács György összes művei, 1-16; Magvető, Budapest, 1971–1987
- Történelem és osztálytudat; szerk. Vajda Mihály; 1971
- A heidelbergi művészetfilozófia és esztétika / A regény elmélete. Ifjúkori művek; ford. Tandori Dezső, sajtó alá rend. Fodor Géza; 1975
- A társadalmi lét ontológiájáról, 1-3.; bibliográfia Beöthy Ottó; 1976
  - 1. Történeti fejezetek; ford., előszó Eörsi István; 1976
  - 2. Szisztematikus fejezetek; ford. Eörsi István; 1976
  - 3. Prolegomena; ford. Révai Gábor; 1976
- A történelmi regény; 1977
- Ifjúkori művek. 1902–1918; szerk., jegyz., névmutató Tímár Árpád; 1977
- Az esztétikum sajátossága, 1-2.; ford. Eörsi István; 1978
- A modern dráma fejlődésének története; szerk. Kőszeg Ferenc; 1978
- Az ész trónfosztása; 1978
- A fiatal Hegel; ford. Révai Gábor, jegyz. Beöthy Ottó; 1979
- Lukács György levelezése, 1902–1917; vál., szerk., bev., jegyz., életrajzi mutató, időrendi áttekintés, névmutató Fekete Éva, Karádi Éva, ford. Boros Miklósné, Fekete Éva, Karádi Éva; 1981
- Curriculum vitae; vál., szerk., utószó, jegyz. Ambrus János; 1982
- Balázs Béla levelei Lukács Györgyhöz. Egy szövetség dokumentumai; szerk., bev., jegyz. Lenkei Júlia; MTA Filozófiai Intézet, Budapest, 1982
- A különösség mint esztétikai kategória; előszó Zoltai Dénes, ford. Erdélyi Ágnes; 1985
- Forradalomban. Cikkek, tanulmányok, 1918–1919; vál., szerk., jegyz., kronológia Mesterházi Miklós, előszó Lendvai L. Ferenc; 1987

## Díjai
- Baumgarten-díj (1946)
- Kossuth-díj (1948, 1955)
- Frankfurti Goethe-díj (1970)[45]

## Emlékezete
- Budapesten, egykori lakásában működik 1972 óta a Magyar Tudományos Akadémia Lukács Archívuma, melynek elsődleges feladata hagyatékának, levelezésének és könyvtárának, kéziratos és nyomtatott műveinek, valamennyi publikációjának gyűjtése, őrzése, gondozása és feltárása.
- Lukács György nevét utca őrzi Budapest III. kerületében a Békásmegyeri lakótelepen.
- Szobra 1985-től 2017-ig Budapest XIII. kerületében, a Szent István parkban állt; a Fővárosi Közgyűlés határozata alapján eltávolították.[46][47]
- Faludy György: Levél Lukács Györgyhöz – Versek – Digitális Irodalmi Akadémia, Petőfi Irodalmi Múzeum, Budapest, 2011. Magyarország ciklus, 24. vers. – A hozzáférés ideje: 2012. augusztus 24.
- Szellemi hagyatékának kutatását a Lukács György Alapítvány támogatja, amely a filozófus eszmei hagyatékának kutatóit eredményeikért Lukács György-díjjal ismeri el.

## Származása
| Lukács György (szül. Löwinger György Bernát, Budapest, 1885. ápr. 13. – Budapest, 1971. jún. 5.) filozófus, politikus, esztéta, egyetemi tanár. Izr. | Apja: Lukács József (szül. Löwinger József, Szeged, 1855. nov. 16. – Budapest, 1928. jan. 27.) bankigazgató, izr. | Apai nagyapja: Löwinger Jakab (Szeged, 1814. ápr. 22. – ?, 1905. jún. 3.) paplankészítő iparos, izr. | Apai nagyapai dédapja: Löwinger Jakab (?, 1777. – ?, 1853.) izr.              |
| Lukács György (szül. Löwinger György Bernát, Budapest, 1885. ápr. 13. – Budapest, 1971. jún. 5.) filozófus, politikus, esztéta, egyetemi tanár. Izr. | Apja: Lukács József (szül. Löwinger József, Szeged, 1855. nov. 16. – Budapest, 1928. jan. 27.) bankigazgató, izr. | Apai nagyapja: Löwinger Jakab (Szeged, 1814. ápr. 22. – ?, 1905. jún. 3.) paplankészítő iparos, izr. | Apai nagyapai dédanyja: n. a.                                                 |
| Lukács György (szül. Löwinger György Bernát, Budapest, 1885. ápr. 13. – Budapest, 1971. jún. 5.) filozófus, politikus, esztéta, egyetemi tanár. Izr. | Apja: Lukács József (szül. Löwinger József, Szeged, 1855. nov. 16. – Budapest, 1928. jan. 27.) bankigazgató, izr. | Apai nagyanyja: Pollák Júlia (Szeged, 1817 körül – ?, 1895. ápr. 22.) izr.                           | Apai nagyanyai dédapja: Pollák Zsigmond (? – ?) talmudtudós, izr.             |
| Lukács György (szül. Löwinger György Bernát, Budapest, 1885. ápr. 13. – Budapest, 1971. jún. 5.) filozófus, politikus, esztéta, egyetemi tanár. Izr. | Apja: Lukács József (szül. Löwinger József, Szeged, 1855. nov. 16. – Budapest, 1928. jan. 27.) bankigazgató, izr. | Apai nagyanyja: Pollák Júlia (Szeged, 1817 körül – ?, 1895. ápr. 22.) izr.                           | Apai nagyanyai dédanyja: n. a.                                                |
| Lukács György (szül. Löwinger György Bernát, Budapest, 1885. ápr. 13. – Budapest, 1971. jún. 5.) filozófus, politikus, esztéta, egyetemi tanár. Izr. | Anyja: Wertheimer Adél (Bécs, 1860. júl. 31. – Budapest, 1917. ápr. 25.) izr.                                     | Anyai nagyapja: Wertheimer Henrik (Köpcsény, 1826 körül – Bécs, 1864. okt. 29.) izr.                 | Anyai nagyapai dédapja: n. a.                                                 |
| Lukács György (szül. Löwinger György Bernát, Budapest, 1885. ápr. 13. – Budapest, 1971. jún. 5.) filozófus, politikus, esztéta, egyetemi tanár. Izr. | Anyja: Wertheimer Adél (Bécs, 1860. júl. 31. – Budapest, 1917. ápr. 25.) izr.                                     | Anyai nagyapja: Wertheimer Henrik (Köpcsény, 1826 körül – Bécs, 1864. okt. 29.) izr.                 | Anyai nagyapai dédanyja: n. a.                                                |
| Lukács György (szül. Löwinger György Bernát, Budapest, 1885. ápr. 13. – Budapest, 1971. jún. 5.) filozófus, politikus, esztéta, egyetemi tanár. Izr. | Anyja: Wertheimer Adél (Bécs, 1860. júl. 31. – Budapest, 1917. ápr. 25.) izr.                                     | Anyai nagyanyja: Neuschloss Mária (Vágvecse, 1835. jan. 29. – ?, 1864. máj. 29.) izr.                | Anyai nagyanyai dédapja: Neuschloss Bernát (Vágvecse, 1804–1876) iparos, izr. |
| Lukács György (szül. Löwinger György Bernát, Budapest, 1885. ápr. 13. – Budapest, 1971. jún. 5.) filozófus, politikus, esztéta, egyetemi tanár. Izr. | Anyja: Wertheimer Adél (Bécs, 1860. júl. 31. – Budapest, 1917. ápr. 25.) izr.                                     | Anyai nagyanyja: Neuschloss Mária (Vágvecse, 1835. jan. 29. – ?, 1864. máj. 29.) izr.                | Anyai nagyanyai dédanyja: Steiner Rozália (?, 1807 – ?, 1889. dec. 13.) izr.  |